# Вежбиці-Ґурні
Вежбиці-Ґурні (пол. Wierzbice Górne) — село в Польщі, у гміні Репки Соколовського повіту Мазовецького воєводства. Населення — 22 особи (2011).

## Історія
За даними етнографічної експедиції 1869—1870 років під керівництвом Павла Чубинського, у селі переважно проживали римо-католики, меншою мірою — греко-католики, які здебільшого розмовляли українською мовою.
У 1975—1998 роках село належало до Седлецького воєводства.

## Демографія
Демографічна структура станом на 31 березня 2011 року:
|          | Загалом | Допрацездатний вік | Працездатний вік | Постпрацездатний вік |
| -------- | ------- | ------------------ | ---------------- | -------------------- |
| Чоловіки | 11      | 3                  | 5                | 3                    |
| Жінки    | 11      | 2                  | 7                | 2                    |
| Разом    | 22      | 5                  | 12               | 5                    |